# Barthélémy-Simon-François de La Farelle
Barthelemy Simon François de La Farelle, né le 11 décembre 1736 à Paris, mort le 22 juillet 1820 à Fransart (Somme), est un général français de la Révolution et de l’Empire.

## Biographie

### Famille
Issu d'une famille originaire d'Aimargues, il est le fils de Simon de La Farelle, gouverneur de Pondichéry, et de Perrette Garnier de Granvilliers.
Marié en 1786 avec Charlotte-Alexandrine du Plessier, dame de Fransart, ils ont 4 enfants.

### États de service
Il entre en service le 24 avril 1753, dans la compagnie des cadets-gentilshommes des colonies à Rochefort, et il obtient son congé le 21 février 1755. 
Le 29 avril 1755, il entre comme volontaire dans le régiment d’infanterie de Belsunce, et il passe lieutenant le 28 février 1756. Il participe à la campagne en Allemagne de 1757 à 1761, et il est promu capitaine le 18 janvier 1760, au régiment de Royal-Pologne. Il est réformé le 23 mars 1763, et il est replacé à la tête d’une compagnie le 5 mai 1772. Il devient major le 24 mars 1774, et il est fait chevalier de Saint-Louis le 18 décembre 1776. Il est nommé lieutenant-colonel le 15 avril 1784, et colonel le 25 juillet 1791, au 14e régiment de cavalerie.
Il est promu général de brigade le 5 septembre 1792, à l’armée de l’intérieur, et le 8 mars 1793, il rejoint l’armée du Rhin. Il est suspendu le 15 mai 1793, par arrêté du Comité de salut public, mais les représentants du peuple près de l’armée du Rhin le réintègrent dans son grade. Il commande la 2e brigade de cavalerie de l’armée du Rhin, lorsque le 8 novembre 1793, le Comité de salut public ordonne son arrestation.
Il est remis en liberté à Auxerre le 28 septembre 1794, et il est admis à la retraite le 8 février 1795. Le 13 juin suivant il est désigné pour l’armée des Alpes et d’Italie, mais il refuse le poste. 
Le 15 mars 1800, il est employé à la levée de 40 000 chevaux et aux remontes, et il obtient sa retraite le 22 mars 1801.
Il meurt le 22 juillet 1820 à Fransart.

## Sources
- (en) « Generals Who Served in the French Army during the Period 1789 - 1814: Eberle to Exelmans »
- Thierry Pouliquen, « Les généraux français et étrangers ayant servis [sic] dans la Grande Armée » (consulté le 20 février 2014)
- Barthelemy Simon François de La Farelle  sur roglo.eu
- Georges Six, Dictionnaire biographique des généraux & amiraux français de la Révolution et de l'Empire (1792-1814) Paris : Librairie G. Saffroy, 1934, 2 vol.
- Étienne Charavay, Correspondance général de Carnot, tome 3, imprimerie Nationale, 1887.
- (pl) « Napoléon.org.pl »